# Elena Santarelli

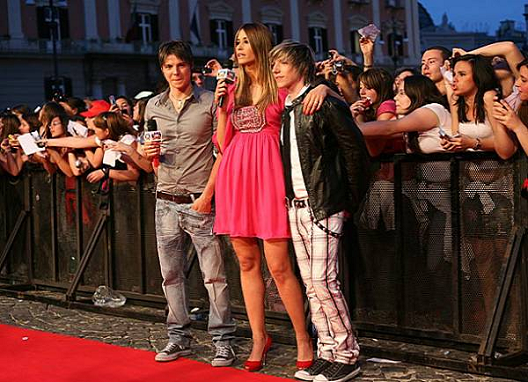
Elena Santarelli

Elena Santarelli (n. 18 august 1981, Latina, Italia) este o moderatoare de televiziune fotomodel și actriță italiană.

## Filmografie

### Cinema
- Il pranzo della domenica, regia di Carlo Vanzina (2003)
- Vita Smeralda, regia  Jerry Calà (2006)
- Commediasexi, regia  Alessandro D'Alatri (2006)
- Baciato dalla fortuna, regia  Paolo Costella (2011)

### Televiziune
- Camera Café - serie TV (2007-2008) - Caterina Farini

## Emisiuni TV
- L'Eredità (2004)
- Stadio Sprint (2004-2005)
- L'isola dei famosi (2005) - concorrente
- IX Giochi Paralimpici invernali (2006)
- Glob - L'osceno del villaggio (2007)
- Total Request Live (2007-2009)
- Finale Mediafriends Cup (2010)
- Kalispéra (2010-2011)